# Équipe des Tonga de rugby à XV à la Coupe du monde 2015
L'équipe des Tonga de rugby à XV dispute la coupe du monde 2015, organisée par l'Angleterre, en étant dans la poule C pour la première phase; elle affronte la Géorgie, la Namibie, l'Argentine et la Nouvelle-Zélande. Ils s'inclinent 10-17 contre les Géorgiens avant de s'imposer 35-21 contre la Namibie. Ils perdent ensuite 45-16 contre l'Argentine, et 47-9 contre la Nouvelle-Zélande.
Les Tonga finissent donc à une décevante quatrième place dans la poule, derrière la Nouvelle-Zélande, l'Argentine et la Géorgie.
À cause de ce parcours, les Tonga réalisent moins bonne prestation en coupe du monde qu'en 2007 et  en 2011. Ils doivent par conséquent passer par les qualifications régionales pour espérer participer à la coupe du monde 2019 au Japon.

## Les qualifications
L'équipe des Tonga de rugby à XV ne dispute pas les qualifications de la zone Océanie pour la Coupe du monde de rugby à XV 2015 pour avoir terminé troisième de poule en 2011.

## Les 31 sélectionnés
La liste suivante indique les joueurs retenus pour participer à la Coupe du monde 2015. Elle est rendue publique par Mana Otai le 18 août 2015, qui à ce moment-là, ne retient que 30 joueurs. Il y rajoute un 31e joueur, le deuxième ligne Uili Kolo'ofai, le 31 août 2015.
| Entraîneur | Entraîneur             | Mana Otai                                                                       |
| Avants     | Pilier                 | Halani Aulika, Tevita Mailau, Sila Puafisi, Alisona Taumalolo, Soane Tonga'uiha |
| Avants     | Talonneur              | Aleki Lutui, Paul Ngauamo, Elvis Taione                                         |
| Avants     | Deuxième ligne         | Uili Kolo'ofai, Lua Lokotui, Steve Mafi, Joseph Tu'ineau                        |
| Avants     | Troisième ligne aile   | Sione Kalamafoni, Nili Latu (cap.), Jack Ram, Hale T-Pole                       |
| Avants     | Troisième ligne centre | Opeti Fonua, Viliami Ma'afu                                                     |
| Arrières   | Demi de mêlée          | Samisoni Fisilau, Sosefo Ma'ake, Sonatane Takulua                               |
| Arrières   | Demi d'ouverture       | Latiume Fosita, Kurt Morath                                                     |
| Arrières   | Centre                 | Sione Piukala, Siale Piutau, Viliami Tahitua                                    |
| Arrières   | Ailier                 | William Helu, Fetu'u Vainikolo, Telusa Veainu                                   |
| Arrières   | Arrière                | David Halaifonua, Vungakoto Lilo                                                |

## La coupe du monde
Les Tonga disputent quatre matches préliminaires dans la Poule C.

### Match 1: Tonga - Géorgie
(mt : 3 - 10)
Homme du match :  Mamuka Gorgodze
Points marqués :
- Tonga : 1 essai de Vainikolo (72e) ; 1 transformation de Morath (73e) ; 1 pénalité Morath (9e)
- Géorgie : 2 essais de Gorgodze (27e) et de Tkhilaishvili (56e) ; 2 transformations de Kvirikashvili (28e, 57e) ; 1 pénalité de Kvirikashvili (19e)

Évolution du score : 3-0, 3-3, 3-10, 3-17, 10-17
Arbitre :  Nigel Owens
Touche :  Chris Pollock et  Leighton Hodges

Vidéo :  George Ayoub
Résumé
| Tonga · Titulaires · 15 Vungakoto Lilo · 14 Telusa Veainu · 13 William Helu 51e · 12 Siale Piutau · 11 Fetu'u Vainikolo 72e · 10 Kurt Morath · 9 Sonatane Takulua · 8 Viliami Ma'afu · 7 Nili Latu (cap.) 71e · 6 Sione Kalamafoni · 5 Steve Mafi 59e · 4 Lua Lokotui · 3 Halani Aulika 64e · 2 Elvis Taione 51e · 1 Tevita Mailau 51e · Remplaçants · 16 Paul Ngauamo 51e · 17 Sona Taumalolo 51e · 18 Sila Puafisi 64e · 19 Hale T-Pole 59e · 20 Jack Ram 71e · 21 Samisoni Fisilau · 22 Latiume Fosita · 23 Sione Piukala 51e · Entraîneur · Mana Otai |  |  | Géorgie · Titulaires · 72e à 80e Merab Kvirikashvili 15 · Tamaz Mchedlidze 14 · Davit Kacharava 13 · Merab Sharikadze 12 · Giorgi Aptsiauri 11 · Lasha Malaguradze 10 · 78e Vasil Lobzhanidze 9 · 27e (cap.) Mamuka Gorgodze 8 · Viktor Kolelishvili 7 · 56e 65e Giorgi Tkhilaishvili 6 · 63e Konstantin Mikautadze 5 · Giorgi Nemsadze 4 · 60e Davit Zirakashvili 3 · 60e Jaba Bregvadze 2 · 60e Mikheil Nariashvili 1 · Remplaçants · 60e Shalva Mamukashvili 16 · 60e Karlen Asieshvili 17 · 60e Levan Chilachava 18 · 63e Levan Datunashvili 19 · 65e Shalva Sutiashvili 20 · 78e Giorgi Begadze 21 · Giorgi Pruidze 22 · Muraz Giorgadze 23 · Entraîneur · Milton Haig |

### Match 2: Tonga - Namibie
(mt : 22 - 7)
Homme du match :  Jack Ram
Points marqués : 
- Tonga : 5 essais de Veainu (6e, 55e), Ram (12e, 45e) et Fosita (25e) ; 2 transformations de Lilo (7e, 26e) ; 2 pénalités de Lilo (35e) et Morath (73e)
- Namibie : 3 essais de Tromp (18e) et Burger (49e, 67e) ; 3 transformations de Kotzé (19e, 49e, 68e)

Évolution du score : 7-0, 12-0, 12-7, 19-7, 22-7, 27-7, 27-14, 32-14, 32-21, 35-21
Arbitre :  Glen Jackson
Touche :  Chris Pollock et  Federico Anselmi

Vidéo :  Ben Skeen
Résumé
| Tonga · Titulaires · 15 Vungakoto Lilo 60e · 14 David Halaifonua · 13 Siale Piutau (cap.) 58e · 12 Sione Piukala · 11 Fetu'u Vainikolo · 10 Latiume Fosita · 9 Sonatane Takulua 58e · 8 Viliami Ma'afu · 7 Jack Ram · 6 Sione Kalamafoni 33e · 5 Joseph Tu'ineau · 4 Hale T-Pole 43e · 3 Sila Puafisi 60e · 2 Aleki Lutui 47e · 1 Soane Tonga'uiha 60e · Remplaçants · 16 Paul Ngauamo 47e · 17 Tevita Mailau 60e · 18 Halani Aulika 60e · 19 Lua Lokotui 43e · 20 Opeti Fonua 33e · 21 Samisoni Fisilau 58e · 22 Kurt Morath 58e · 23 Telusa Veainu 60e · Entraîneur · Mana Otai |  | Namibie · Titulaires · Chrysander Botha 15 · 65e Johan Tromp 14 · Danie van Wyk 13 · 72e Johan Deysel 12 · Russell van Wyk 11 · Theuns Kotzé 10 · 71e Eniell Buitendag 9 · 68e Renaldo Bothma 8 · Rohan Kitshoff 7 · (cap.) Jacques Burger 6 · Tjiuee Uanivi 5 · 40e Janco Venter 4 · 72e Aranos Coetzee 3 · 74e Torsten van Jaarsveld 2 · 40e Casper Viviers 1 · Remplaçants · 74e Louis van der Westhuizen 16 · 40e Johnny Redelinghuys 17 · 72e AJ de Klerk 18 · 68e Tinus du Plessis 19 · 40e Pieter-Jan van Lill 20 · 72e Damian Stevens 21 · 71e Darryl de la Harpe 22 · 65e David Philander 23 · Entraîneur · Phil Davies |

### Match 3: Argentine - Tonga
(mt : 20 - 13)
Homme du match :  Nicolás Sánchez
Points marqués :
- Argentine : 5 essais de Tuculet (20e), Imhoff (22e), Sánchez (64e) Montoya (72e) et Cordero (80e) ; 4 transformations de Sanchez (21e, 23e, 73e, 80e) ; 4 pénalités de Sanchez (18e, 26e, 44e, 53e)
- Tonga : 2 essais de Morath (7e) et Tonga'uiha (38e) ; 2 pénalités de Morath (33e, 42e)

Évolution du score : 0-5, 3-5, 10-5, 17-5, 20-5, 20-8, 20-13, 20-16, 23-16, 26-16, 31-16, 38-16, 45-16
Arbitre :  Jaco Peyper
Touche :  Glen Jackson et  Mike Fraser

Vidéo :  Ben Skeen
Résumé
| Argentine · Titulaires · 15 Joaquín Tuculet · 14 Santiago Cordero · 13 Matías Moroni 71e · 12 Jerónimo de la Fuente · 11 Juan Imhoff 58e · 10 Nicolás Sánchez · 9 Martín Landajo 65e · 8 Leonardo Senatore 51e · 7 Juan Martín Fernández Lobbe · 6 Pablo Matera · 5 Tomás Lavanini · 4 Guido Petti Pagadizábal 65e · 3 Ramiro Herrera 65e · 2 Agustín Creevy (cap.) 65e · 1 Marcos Ayerza 65e · Remplaçants · 16 Julián Montoya 65e · 17 Lucas Noguera Paz 65e · 18 Juan Pablo Orlandi 65e · 19 Matías Alemanno 65e · 20 Juan Manuel Leguizamón 51e · 21 Tomás Cubelli 65e · 22 Santiago González Iglesias 71e · 23 Horacio Agulla 58e · Entraîneur · Daniel Hourcade |  | Tonga · Titulaires · 71e Vungakoto Lilo 15 · Telusa Veainu 14 · Siale Piutau 13 · 50e Sione Piukala 12 · Fetu'u Vainikolo 11 · Kurt Morath 10 · 71e Sonatane Takulua 9 · 61e Viliami Ma'afu 8 · (cap.) Nili Latu 7 · Sione Kalamafoni 6 · 67e Joseph Tu'ineau 5 · Lua Lokotui 4 · 71e Halani Aulika 3 · 61e Elvis Taione 2 · 61e Soane Tonga'uiha 1 · Remplaçants · 61e Aleki Lutui 16 · 61e Sona Taumalolo 17 · 71e Sila Puafisi 18 · 67e Steve Mafi 19 · 61e Opeti Fonua 20 · 71e Samisoni Fisilau 21 · 50e Latiume Fosita 22 · 71e David Halaifonua 23 · Entraîneur · Mana Otai |

### Match 4: Nouvelle-Zélande - Tonga
(mt : 14 - 3)
Homme du match :  Nehe Milner-Skudder
Points marqués :
- Nouvelle-Zélande : 7 essais de Ben Smith (13e), Woodcock (31e), Milner-Skudder (52e, 58e), Williams (66e), Cane (70e) et Nonu (76e) ; 6 transformations de Carter (15e, 32e, 54e, 59e, 66e, 72e)
- Tonga : 3 pénalités de Morath (26e, 49e, 57e)

Évolution du score : 7-0, 7-3, 14-3, 14-6, 21-6, 21-9, 28-9, 35-9, 42-9, 47-9
Arbitre :  John Lacey
Touche :  JP Doyle et  Marius Mitrea

Vidéo :  Graham Hughes
Résumé
| Nouvelle-Zélande · Titulaires · 15 Ben Smith · 14 Nehe Milner-Skudder · 13 Conrad Smith 62e · 12 Ma'a Nonu · 11 Waisake Naholo 57e · 10 Dan Carter · 9 Aaron Smith 72e · 8 Kieran Read (cap.) 38e à 48e · 7 Sam Cane · 6 Jerome Kaino · 5 Sam Whitelock 66e · 4 Luke Romano 49e · 3 Owen Franks 62e · 2 Dane Coles 66e · 1 Tony Woodcock 43e · Remplaçants · 16 Keven Mealamu 66e · 17 Wyatt Crockett 43e · 18 Ben Franks 62e · 19 Brodie Retallick 49e · 20 Liam Messam 66e · 21 Tawera Kerr-Barlow 72e · 22 Beauden Barrett 57e · 23 Sonny Bill Williams 62e · Entraîneur · Steve Hansen |  | Tonga · Titulaires · Vungakoto Lilo 15 · 66e Telusa Veainu 14 · Siale Piutau 13 · Latiume Fosita 12 · Fetu'u Vainikolo 11 · 62e Kurt Morath 10 · 70e Sonatane Takulua 9 · 66e Viliami Ma'afu 8 · (cap.) Nili Latu 7 · Sione Kalamafoni 6 · 54e Joseph Tu'ineau 5 · Lua Lokotui 4 · 70e Halani Aulika 3 · 49e Elvis Taione 2 · 55e Soane Tonga'uiha 1 · Remplaçants · 49e 70e à 80e Paul Ngauamo 16 · 55e Sona Taumalolo 17 · 70e Sila Puafisi 18 · 54e Steve Mafi 19 · 66e Jack Ram 20 · 70e Samisoni Fisilau 21 · 62e Viliami Tahitu'a 22 · 66e William Helu 23 · Entraîneur · Mana Otai |

### Classement de la poule C
| Rang | Pays             | J | V | N | D | Em | Ee | Bo | Bd | Pm  | Pe  | Diff | Pts |
| ---- | ---------------- | - | - | - | - | -- | -- | -- | -- | --- | --- | ---- | --- |
| 1    | Nouvelle-Zélande | 4 | 4 | 0 | 0 | 25 | 3  | 3  | 0  | 174 | 49  | +125 | 19  |
| 2    | Argentine        | 4 | 3 | 0 | 1 | 22 | 7  | 3  | 0  | 179 | 70  | +109 | 15  |
| 3    | Géorgie          | 4 | 2 | 0 | 2 | 5  | 16 | 0  | 0  | 53  | 123 | -70  | 8   |
| 4    | Tonga            | 4 | 1 | 0 | 3 | 8  | 17 | 1  | 1  | 70  | 130 | -60  | 6   |
| 5    | Namibie          | 4 | 0 | 0 | 4 | 8  | 25 | 0  | 1  | 70  | 174 | -104 | 1   |

|  | Qualifiés pour les quarts de finale et pour la Coupe du monde 2019 (no 1, no 2). |
|  | Éliminé mais qualifié pour la Coupe du monde 2019 (no 3). |
|  | V : victoires • N : matchs nuls • D : défaites • EM : essais marqués • EE : essais encaissés • BO : bonus offensif • BD : bonus défensif • PM : points marqués • PE : points encaissés • Diff : différence de points. |

Attribution des points : victoire : 4, match nul : 2, défaite : 0, forfait : -2 ; plus les bonus (offensif : 4 essais marqués ou plus ; défensif : défaite par 7 points d'écart ou moins).
Règles de classement : 1. résultat du match de poule entre les deux équipes ; 2. différence de points ; 3. différence d'essais ; 4. nombre de points marqués ; 5. nombre d'essais marqués ; 6. rang au classement IRB en date du 3 octobre 2011.

## Meilleurs marqueurs d'essais tongiens
1. Telusa Veainu, Jack Ram : 2 essais
2. Latiume Fosita, Kurt Morath, Soane Tonga'uiha, Fetu'u Vainikolo : 1 essai.

## Meilleur réalisateur tongien
1. Kurt Morath : 27 points, 1 essai, 2 transformations, 6 pénalités,
2. Telusa Veainu, Jack Ram : 10 points, 2 essais.
3. Vungakoto Lilo : 7 points : 2 transformations, 1 pénalité